# Muzeum Bociana Białego w Kłopocie
Muzeum Bociana Białego w Kłopocie – muzeum przyrodnicze we wsi Kłopot w powiecie słubickim, w województwie lubuskim. Powstało z inicjatywy Ligi Ochrony Przyrody w Zielonej Górze.

## Opis
Zostało utworzone w 2003 i jest położone na terenie Krzesińskiego Parku Krajobrazowego. Na terenie wsi znajduje się obecnie ponad 30 gniazd, z których większość zajmowana jest od kwietnia do sierpnia przez gnieżdżące się bocianie pary.
Inwestycja jest prowadzona dzięki pomocy finansowej Urzędu Miasta i Gminy w Cybince, GEF/UN, Wojewódzkiego Funduszu Ochrony Środowiska i Gospodarki Wodnej w Zielonej Górze oraz Narodowego Funduszu Ochrony Środowiska i Gospodarki Wodnej.
Od 2018 roku edukacje przyrodniczą prowadzą pracownicy Krzesińskiego Parku Krajobrazowego.